# 2011 KW48
2011 KW48, também escrito como 2011 KW48 e designado temporariamente de VNH0004, é um objeto transnetuniano distante que está localizado no cinturão de Kuiper, uma região do Sistema Solar. Ele possui uma magnitude absoluta de 8,8 e tem um diâmetro estimado com cerca de 76 quilômetros.

## Descoberta
2011 KW48 foi descoberto no dia 29 de maio de 2011 pelo New Horizons KBO Search.

## Órbita
A órbita de 2011 KW48 tem uma excentricidade de 0,137 e possui um semieixo maior de 37,522 UA. O seu periélio leva o mesmo a uma distância de 32,368 UA em relação ao Sol e seu afélio a 42,676 UA.

## Observação da New Horizons
Entre 4 e 15 de janeiro de 2015, a sonda espacial New Horizons observou ativamente este objeto — então designado temporariamente como VNH0004 — a uma distância de cerca de 0,5 UA (75 milhões de quilômetros). Embora isso fosse muito longe para resolver as características da superfície ou realizar análises espectroscópicas de sua composição, a espaçonave foi capaz de procurar possíveis satélites e observar sua curva de fase. Se 2011 KW48 tivesse 100 quilômetros de largura, teria aparecido aproximadamente 0,11 segundos de arco para a New Horizons.